# Lindsaea ramosii
Lindsaea ramosii är en ormbunkeart som beskrevs av Edwin Bingham Copeland. Lindsaea ramosii ingår i släktet Lindsaea och familjen Lindsaeaceae. Inga underarter finns listade.